# Galerija Kristian Kreković
Galerija Kristian Kreković je umjetnička galerija u Tuzli.

## Povijest
Otvorena je 10. listopada 2006. godine u Franjevačkom samostanu sv. Petra i Pavla u Tuzli. Nazvana je po Kristanu Krekoviću, poznatom hrvatskom umjetniku iz Bosne, podrijetlom iz Like, koji je u Tuzli pohađao srednju školu. Galerija je obnovljena uz potporu Vlade Republike Hrvatske i Vlade Županije Soli. Projekt su zajednički ostvarili Franjevački samostan Sv. Petra i Pavla u Tuzli i HKD Napredak Tuzla. Galerija nema veliki prostor i neobična je oblika. Prozori su kosi i na plafonu. Prva izložba bila je na samom otvorenju. Izložene su slike tuzlanskog akademskoga slikara Srećka Galića. Franjevački samostan Tuzla i HKD Napredak najavili su da će barem jednom mjesečno biti jedna izložba nekoga akademskoga umjetnika ili neko kulturno događanje u Galeriji kao dramsko-scenski nastupi, predstavljanja knjiga i studentske tribine. Izlagali su poznati i široj javnosti "nepoznati umjetnici", slikari i kipari:  Ilija Skočibušić, Natalija Cimeš, Mladen Ivešić, Nada Pivac, Lacković i drugi. Osim njih, u galeriji su predviđena mjesta za djela nastala na likovnim kolonijama u Breškama te ostala umjetnička djela stvarana na soljanskom području i šire.

## Vanjske poveznice
- Facebook - gradovrh.com 14 umjetnika na 14. koloniji, Simbioza vlastite poetike s temom sakralnog prizvuka, Objava 28. siječnja 2014.
- Dnevni list[neaktivna poveznica] 14 umjetnika na 14. koloniji, Simbioza vlastite poetike s temom sakralnog prizvuka, 25. siječnja 2014.